# 共感覚
共感覚（きょうかんかく、シナスタジア、英: synesthesia, 羅: synæsthesia）は、ある1つの刺激に対して、通常の感覚だけでなく 異なる種類の感覚も自動的に生じる知覚現象をいう。 
例えば、共感覚を持つ人には文字に色を感じたり、音に色を感じたり、味や匂いに、色や形を感じたりする。複数の共感覚を持つ人もいれば、1種類しか持たない人もいる。共感覚には多様なタイプがあり、これまでに150種類以上の共感覚が確認されている。
英語名「synesthesia」は、ギリシア語で「共同」を意味する接頭辞「syn-」と「感覚」を意味する「aesthesis」から名づけられた。感性間知覚とも。

## 概要
女性の高い声を「黄色い声」などと言うように、人類、あるいは特定の環境・文化において 複数の種類の感覚を結びつける比喩的習慣は広く存在するが、共感覚はそのようなものと直接は関係しておらず、共感覚を持たない人には感じられない上述の数字に色を見るなどの感覚を、主観的な知覚現象（クオリア）として生々しく感じている。
共感覚は五感のような基本的な感覚の種別に関してだけではなく、感情や単語や数などに関して起こることもある。共感覚者の間での複合した知覚の関係に相関は認められていない。
例えば、ある人がある文字を青く感じたとしても、他の共感覚者が同様に感じる傾向があるとは限らない。
共感覚を手がかりに主観的な心の世界と、客観的な脳との関係を深く探る手がかりとしようとする研究が継続的に行われている。
赤ちゃんにおいては視覚、聴覚、味覚、触覚、嗅覚等の異なる種類の感覚が未分化な知覚を生み出しており、通常その後の成長による感覚の発達にともなう脳の結合の変化によってこうした共感覚は失われていくとされる。この場合、成人して共感覚を保持している人は発達の過程で何らかの理由で脳の異なる部位への結合が保たれ、これらの複合した知覚もそのまま保たれているとする説もある。
共感覚の中でも、音楽や音を聞いて色を感じる知覚は「色聴」といわれる。絶対音感を持つ人の中には、色聴の人がいる割合が高い。
また、色聴 は共感覚の中で一番発生率が高いと報告されている。
色を感じる音にも様々なものがあり、音程、和音、単語、または音楽自体が聴こえることもある。
似たような感覚として「音視」というものもある。これは色に形や音が聴こえるという色聴とは反対の感覚である。

## 共感覚の基準
共感覚は時には神経の病気と見なされることがあるにもかかわらず、DSM（精神障害診断便覧）やICD（国際疾病分類）にも掲載されていない。その理由は、共感覚が日常生活を送る上で問題を引き起こすことがないとされているからである。確かに、共感覚を持つ人（以下「共感覚者」）にとっては、日常で当たり障りがないことが多い、むしろそれを快適だと感じる人さえいる。色覚異常（色盲）や絶対音感などと同様、共感覚は本来受容器が受け取った情報を違った知覚として認識する症状である。今日まで、共感覚とそのほかの神経系の病気、または精神的な病気の関連性をはっきりさせている報告はない。
かつては共感覚で感じる知覚は共感覚者によって異なるとされてきたが、最近の研究では、多くの被験者を対象にした実験の場合、知覚にいくつかの共通点が見られることが分かった。例えば、聞こえた音に色が付いて聞こえるサウンド・カラー共感覚（sound-color synesthesia：色聴）保有者の集団実験では、高い音ほど明るい色に見えるという傾向が見られた。
また黒字の文字を見ても別の色に見えることがあるグラフィーム・カラー共感覚（grapheme-color synesthesia：書記素色覚）保有者の集団実験では、やはりある文字には似たような色を感じる傾向があることがわかった。ところが、ある傾向が見られることは確かだが、あらゆる種類の共感覚があり、いずれの共感覚にしても個人によって誘因や症状の度合いは異なることも分かっている。
この多様性のせいで、個人のもつ共感覚を定義するのは容易なことではないし、彼ら自身、自分の持っている感覚に名前が付いていないことに気付いていないことが多い。

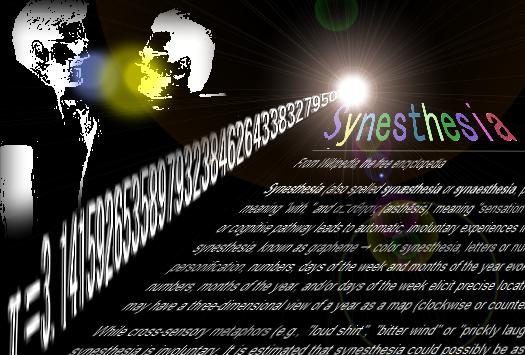
音声に色がついて見える人や、円周率の数列に美しさを感じる人もいる。

神経学者のリチャード・E. シトーウィックは、共感覚の診断のために用いる基準を以下のように決定した。
1. 共感覚者のイメージは空間的な広がりをもち、はっきりと限定されたロケーション（位置）を特定できることが多い。
  - [訳註]共感覚者は空間的なイメージの中で、自分の位置している場所がはっきりと分かる。
2. 自分の意志によるものとは違い、共感覚は自動的に生じる。
3. 共感覚の知覚表象は一貫性があり、単純で、具体的である。
4. 記憶を助ける。
5. 好き、嫌い、快、不快といった情動を伴う。

シトーウィックは、空間の広がりを見据えた実験を提言したが、最近の多くの研究はこれを正しくないとしている。例えば、共感覚者の中には文字の色や、単語の味が「わかる」のであり、実際に視覚器や味覚器で感じているわけではないのである。

## 共感覚の経験
共感覚者は、他の人がそれをもっていないことを知るまで、自身の体験が特別なことだと感じないことが多い。一方でその共感覚を隠している者も多い。共感覚の自意識的な、また言葉では表現し難い性質は人にとっては異常だと感じられる。無意識的で一貫した性質、つまり共感覚で受け取る感覚に人為的な変化がないことは、共感覚を本当の経験だと言うことを実証している。メディアの中には共感覚を精神的な病気あるいは神経障害だと表現するものもあるが、共感覚者の多くはそれをハンディキャップだとは感じていない。
ただし、共感覚は精神に負担が掛かりすぎている人もいるという報告もある。逆に、大半のメディアは「隠れた感覚」さらには「神に与えられた感覚」として表現しているし、共感覚者はそれを失いたくないと感じるものが多いという。
共感覚者の多くは子供のころに他人とは異なる隠れた感覚に気づく。そして彼らは自然とその感覚を日常生活に適用させていく。また、共感覚で人の名前を覚えたり、電話番号を覚えたりすることに使うこともあれば、暗算に利用することもできる。しかし同時に、絵画、映画などの視覚的な作品や音楽を創造する上での困難になることさえある。
共感覚という現象はいくつかの共通感覚をもとに定義付けられたものではあるが、個人的な経験に着目すると共感覚とはいっても実に多様性がある。この多様性については共感覚についての研究が始まって初期のころに知られていたが、最近の研究によってそのことが再評価されてきた。
黒で印字された1つ1つの文字（書記素）がフォティズム―色を認知する際に使用する高度な感覚―を生み出す刺激を促すという書記素色覚に関する研究で知られるMike J. Dixonらが着目したのは、
フォティズムを外部からの刺激として感じ取る共感覚者と、内部の視覚（平たく言えば心の目）で感じ取る共感覚者がいるということだ。Mike J. Dixonらは前者を、「刺激を投影する者（プロジェクター）」、後者を「刺激から連想する者（アソシエイター）」と表し、アソシエイターの方は 彼らの感覚を性格に定義づけるのに、彼ら自身の主観的な感覚のみならず ストループ効果 を取り入れた作業の結果も考慮に入れなければならないことを明らかにした。加えて、書記素色覚者は色というものを強く感じ、知覚を用いた作業には総じて知覚的な強調をしてしまうという。また、中には母音にもっとも色を感じ取る者もいれば、子音のほうに色を強く感じる者もいる。

## 多様性
共感覚はよく似た2つの感覚的 または知覚的な様相の間に生じる。大変多くの共感覚の形態を扱う上で、この研究分野には以下に示す表記法を用いて共感覚を表現する取り決めがある。共感覚を誘発する因子、つまり外界からの刺激をxとし、生じた感覚をyとして、x→yで表す。
たとえば、文字や数字などの書記素(graphem)を知覚して色(color)を認知する場合はgrapheme→color synesthesia（書記素色覚）と表記する。
同様に、音楽や音声(tone)を知覚したときに色や動き(movement)を感じる場合はtone→(color, movement) synesthesiaと表記する。
ほぼすべての知覚と感覚の組み合わせが起こりうるが、いくつかには共通性が見られる。
書記素から色を感じる共感覚
書記素から色を感じる共感覚、つまり書記素色覚を持つ者の間でたいてい共通していることは、書記素（文字）に影がある、または色を帯びているということである。

## 保持者の割合が高く、活発に研究されている共感覚

### 文字に色が見える共感覚（かな・アルファベット・数字など）
世界中の共感覚者の最多数を占める。
結びつきの傾向の1つに、アルファベットのAは赤と言う人が多いとか、数字の0は白だと言う人が多いといった、特定の文字が 特定の色に結びつきやすいということが知られている。他にもBは青（Blue）、Yは 黄色（yellow）になりやすいといった頭文字によるプライミング効果（呼び水効果）が確認されている。
日本人の共感覚者の存在は、それ自体が、共感覚が先天的・遺伝的要因と環境的・文化的要因との輻輳によるものであることを物語る。なぜならば、アルファベットのみを母語の表記に用いる欧米の共感覚者は、それら数十文字に色が見えるというだけで共感覚者と断定されている。
しかしながら、仮名、漢字、アルファベットを併用する日本人であっても、多くの日本の共感覚者は、かなやアルファベット（表音文字）に対する共感覚のみを訴え、数万もある漢字の全てに色が見えると訴える人は極めて稀である。さらに、形が異なるひらがなとカタカナとでは、読みが同じであれば（「あ」と「ア」など）同じ色に見えると訴える日本人共感覚者がほぼ100%である。このことから「文字→色」の共感覚は、そのほとんどが、文字の形状に音声を対応させる抽象的能力が可能になる年齢以降に身に付いたものであるということができる。
ところが、かな・アルファベットだけでなく、あらゆる漢字や世界の文字の、どれを提示しても即座に色を答え、しかもいかなる文字を再び提示しても、全く間違えない（前回と異なる色を答えない）日本人共感覚者が、ごく少数存在する（例：漢字の共感覚色を一年かけて記録した日本人男性の例）。
例のように、実際には、保持している共感覚の全てが先天性のみによって発現していることが確認されうる日本人共感覚者は、極めて稀であると考えられる。
欧米の共感覚者の場合、あらゆる物の形状（音声に左右されない表意文字）に先天的に共感覚を有しているのか、それともアルファベットのみに色を知覚しているのかを、文字に色が見える共感覚からだけでは検証できないことになる。従って、実際には現在の欧米的な共感覚研究は、膨大な文字や風景・物体の形状に色を知覚しているような稀有な共感覚者の知覚の実態を淘汰している可能性がある。

### 音に色を感じる共感覚
色聴と呼ばれ、日本にも専門の研究者が存在する。
色聴の中にも、話し言葉や人の声に色を感じる人や、音楽に色を感じる人などさまざまなタイプがあり、また同じ音楽でも、単音・和音・調・リズムなど、色を引き起こす音楽要素は共感覚者によって異なる。
高調波成分が増えると色の彩度が上がり明度が下がることと、音高について、音高が上がると色の明度が上がる傾向にある。
色聴は 音楽から生活音までと音源の幅が広いため、共感覚のタイプも多様である。
また、絶対音感との相関は、現時点では確認されていない。

### 数に色が見える共感覚
数字に色が見える共感覚者であっても、漢数字やサイコロの目に「見える」色が変わらない場合、「数の大きさ」に色を感覚していると言える。この派生で数に触感を覚える共感覚もある。
ドイツの人間コンピューター、リュディガー・ガムは、数の触感を使って桁の大きな階乗計算を行なっている。

### 時間単位に色が見える共感覚
日本人でも割合は比較的高いと考えられるが、欧米の統計では、文字に色が見える共感覚に次ぐ位置を占める。洋の東西に極端な差がある共感覚の1つ。

### 人の性格、姿に色が見える共感覚
人の容姿、性格、感情に色を感じるタイプの共感覚である。オーラと同一視する向きがあるが、検証されたわけではない。

### 言葉に味を感じる共感覚
単語を聞いたり見たりした時、味を感じるタイプの共感覚である。共感覚人口の 0.2％がこの共感覚を持っていると推定されている。

### 音や味、匂いに形を感じる共感覚
何かを味わうと手に形を感じるといったケース。

### 文字、数字の擬人化
文字や数字に、性格や 性別を知覚するタイプの共感覚である。

### 音に触覚を感じる共感覚
この共感覚を持つ人は、特定の単語や音を聞くと、体の特定の部分に触れたように感じたりする。

### 音視共感覚
色を見ると音を感じる共感覚である。色聴と比べると、その割合は10分の1以下である。

### ナンバーフォーム
順序性のある数字やアルファベット、曜日、月日などが、空間的な数直線として配列されているように感じられる。

### ミソフォニア
ミソフォニアは、特定の音によって否定的な経験（怒り、恐怖、憎しみ、嫌悪感）が引き起こされる神経障害である。
サイトウィックは、ミソフォニアは共感覚に関連している、または多種多様な共感覚に関連していると示唆している。
エーデルスタインと彼女の同僚は、異なる脳領域間の接続性および特定の症状に関して、ミソフォニアを共感覚と比較した。
彼らは「聴覚皮質と辺縁系構造との間の接続の病理学的歪みが何らかの形の音と感情の共感覚を引き起こす可能性がある」という仮説を立てた。
神経系は常に「覚醒状態が強化された」状態にあり、音に対する異常な反応がより一般的になる。

## 保持者が極めて少ない共感覚

### ミラータッチ共感覚
第三者が対象者に触れているのを見て自分が対象者に触れているのと同じ触覚が生じたり、第三者が対象者に触れられているのを見て自分が対象者に触れられているのと同じ触覚が生じたりする共感覚は、特にミラータッチ共感覚と呼ばれる。第三者を介さずに、対象者の身体部位を目視しただけでその部位に実際に触れたのと同じ触覚が生じるケースもあるが「ミラータッチ」という呼称は相応しくないことになる。
また、第三者が非人間（物体や動植物）であるケースもあるが、これも「ミラー」とは言えない。
すなわち「ミラータッチ」という呼称は、他の人間を介在させてまた他の人間を触る（他の人間の身体を自分の身体であるかのように借りる）共感覚に与えられるものである。
これに該当しない例外については、今後新たに呼称が与えられる可能性もある。
男性の中には、ミラータッチ共感覚が女性に対してしか起こらない者がいる。これらの男性は、第三者や物体が女性に触れて（触れられて）いる光景を目視するだけで、その女性に触れている（触れられている）触覚を生じる。（日本人男性の報告例）
これらミラータッチ共感覚者の訴える特異な感覚の存在は、いくつかの実験によって確認されている。
例えば、Michael J Banissy & Jamie Ward らによる実験では、頬への刺激を用いて「実際に触れていない頬を触れられたと答えるエラーが、ミラータッチ共感覚者において頻発する」ことを検証した。
ミラータッチ共感覚によって生じる触覚は、対象者や物体に物理的に接触した場合と同じものであると感じられるにもかかわらず、多くの場合、自我と他我との区別、物理的接触と共感覚的接触との区別への理解が失われることはない。

### 目で見たものに音を聞く共感覚
点滅する光や動いている物体などを見ると、音が聞こえる共感覚である。

## メカニズム
共感覚がどのようにして起こるかというメカニズムに関してはさまざまな議論があるが、残念ながらまだ現時点では十分に解明されていない。

### 結合が多い
異なる感覚部位の間に、共感覚固有の強い神経結合があるというものである。
実際ロウらによって、色字共感覚において数字の知覚部位と色知覚野の間に強い神経繊維が存在することが明らかになっている。
また発生メカニズムとして、新生児期の刈り込み （pruning）の失敗による未分化説がある。生後3ヶ月までの赤ちゃんには、異なる感覚の間に神経結合があり、3ヶ月を過ぎると成長過程において神経経路が刈り込まれる。
この経路が残された人に、共感覚が発現するという考え方である。
この仮説は、生まれた時には万人が共感覚を持っていたという魅力的な仮説である一方で、色字のようなシンプルな共感覚は説明できるが、色聴のような（視覚野と聴覚野の）離れた部位間の混線を説明するには十分でないという欠点がある。

### 抑制が少ない
異なる感覚を統合するTPJ（Temporo-parietal junction）という部位があって、通常はTPJからもとの低次感覚部位へ信号が流れないように抑制されているが、何らかの原因によって抑制が低下して、本来流れない別の感覚経路へ信号が流れてしまうというメカニズムである。この考え方であれば、色聴共感覚のような、感覚間で生じる高次の共感覚を説明できる という意味で有望視されている。

### 可塑性が少ない
脳の可塑性というのは、一度できた神経結合を変更する能力のことである。可塑性が少なければ、文字型のマグネットなどによって、一度刷り込まれた文字と色の結びつきの情報が残って、固定してしまうという説明ができる。はっきりとした原因はよく分かっていない。
共感覚は知覚現象であり、第三者がそれを確認することはできないため、原因の解明は非常に困難であろうとされる。

## 薬物と共感覚の関係の研究
アメリカやイギリス、オランダなどにおける共感覚の研究では、一部の薬物（LSD、シロシビンなど）が共感覚を誘発することが報告されてきた。
ただし、共感覚研究の中心地であり、薬物と共感覚の関係についての研究が最も進んでいるこれらの国々においても、多くの場合、違法薬物を摂取した者による偶然の共感覚体験や変性意識体験の報告（研究者による取材・伝聞）がもとになっているのであり、文字や音の色に関する集団実験と異なり、必ずしも薬物を摂取して（させて）みる集団実験が行われたわけではない。
また、国ごとに法律で規制されている薬物が異なっており、大麻合法国や、（日本では規制対象となっている）一部の麻薬・危険ドラッグ（指定薬物）の合法国において可能な実験は、日本においては不可能である。
従って、日本や他のアジア圏の法規制の厳しい国（中国、フィリピン、インドネシアなど）よりも、大麻・麻薬などに寛容なオランダなどにおいて、共感覚に関する多種多様な知見が得られ、共感覚保有者らのコミュニティが発達している現状がある。
さらに、脳神経系に直接作用する化学物質を含む合法的な食品についても、国や文化によってまったく嗜好や摂取量が異なっている（カフェインなど）。
医療用途の覚せい剤についても、各国によって異なる法規制が敷かれている（メチルフェニデートなど）。
このように、「共感覚者」と呼ばれる人々の体験そのものが各国ごとに異なっているのであり、共感覚の研究によって得られる知見や見解にも当然違いが出ることに注意する必要がある。
日本においては、共感覚が生じるとの知見が海外でもほとんどない覚せい剤の使用者の高齢化が進んでいる一方、共感覚を誘発する（共感覚を体験できる）との知見が多く見られる麻薬・危険ドラッグ・その他の指定薬物を使用する若者が増えている。
インターネットの発達により、海外の薬物と共感覚に関する研究から知識を得て、違法薬物に手を染める若者もいる。（危険ドラッグについては、危険性の啓蒙のため、2014年に「脱法ドラッグ」から改名された。）
以上のような事情から、日本においては、大学などにおける合法的な共感覚の集団実験に参加した有志の共感覚者らが協力し合い、麻薬・覚醒剤・危険ドラッグ・指定薬物等による共感覚の出現の知見の有無や、当該薬物の国際条約及び世界各国・日本国の法令等における扱いとの対応などを調査し、公開している団体も存在する。

## 共感覚者であると確証される現在の海外の人物
共感覚者であることを第三者が確証できるほどの極めて具体的な自らの共感覚の例を掲げた著作・芸術作品などの活動が確認できるほか、大学などの研究機関において被験者として検証実験を受けたり、研究者の著作・学術論文中にて引用・言及されており、共感覚者であると確証するに足る人物を挙げる。
エレーヌ・グリモー （ピアニスト）
アメリカ公共放送PBSとのインタビューで本人が語っている。
いつもCは黒、Bは青、Fは赤、リストの曲は金色がかった色調に感じる。
また、11歳の時にバッハの「平均律クラヴィーア曲集」Fシャープメイジャー（嬰ヘ長調）のプレリュードを弾いている時に明るい暖かな赤とオレンジの間の色調を感じた。
数字にも色を感じる。2は黄色、4は赤、5は緑。曲によってはいつも特殊な色の世界を感じる。
時によって調性に影響される。Cマイナー（ハ短調）は黒、Dマイナー（ニ短調）は青。ベートーヴェンの「テンペストソナタ」は黒、「合唱幻想曲」は黒、緑、赤、黄色の螺旋を感じる。

ダニエル・タメット
自伝『ぼくには数字が風景に見える』において数字その他に関する共感覚を持っていると述べており、被験者としていくつか共感覚に関わる実験にも参加している。1から10000の数字はそれぞれ形態、色、手触り、感情を備えているという。
ジョシュア・フォアは『ごく平凡な記憶力の私が1年で全米記憶力チャンピオンになれた理由』という著書で、ダニエル・タメットは記憶術を使っていながらそれを隠している人物であることを示唆する内容を書いている。
マイケル・トーキー（作曲家）
音階や母音などに色を感じ、その色を主題として題名に取り入れたバレエ音楽『グリーン』『エクスタティック・オレンジ』などを作曲した。インタビューの中で、ひとつの実験として始めたが、特定の趣を押し付け「観客が音楽を楽しめる幅を狭めてしまったのではないか」と心配もしたと述べている。
イツァーク・パールマン（ヴァイオリニスト）
パールマンは、G線でBフラットを弾くときは深緑色、E線でAを弾くときは赤を感じる。

## 共感覚者であったと報告されている過去の海外の人物
著作などから共感覚者ではないかとして以下の人々がしばしば取り上げられる。一般に適切な検査を受けていない故人である場合、本当に共感覚を有していたのかメタファーとしてそう類推できる記述を行ったのか判別は難しい。
ソロモン・シェレシェフスキー（記憶術師）
五感にわたる共感覚によって、多くの文字や数字などを直観像として記憶することができ、舞台で記憶術師として活動した。ソ連の心理学者アレクサンドル・ルリヤがその著書『偉大な記憶力の物語』の中で詳細な報告を行っている。こうした記憶は数十年を経た後も誤ることなく思い出せた一方で、具体像に変換できない詩や抽象的概念を理解するのにはひどく困難を伴っていた。
ウラジーミル・ナボコフ（作家）
ナボコフは文字に色がついて見えるという自分と母親の共感覚についてはっきり認識し、雑誌インタビューのほか、自伝『記憶よ、語れ』の中で詳しく述べている。色はアルファベットの形ではなくその音に結びついていたようで、例えば英語の a は「長い風雨に耐えた森の持つ黒々とした色」でフランス語の a は「つややかな黒檀の色」だとしている。ナボコフの記述の多くは他の共感覚者の証言とも一致している。
シャルル・ボードレール（詩人）
詩『交感』の中で音と色の結びつきが表現されており、本人も共感覚を認識した記述を残している。大麻が共感覚を高めるとも書き残しており、こうした感覚は長年患った梅毒や向精神薬の影響も指摘されている。
オリヴィエ・メシアン（作曲家）
「音楽を通して色を伝えようとしている」とし、自ら「それらの色を極度に鮮やかに感じる」などとしている。ただし記述はあいまいであり、はっきり共感覚を有していたかどうか決定できる証拠はみられない。
ワシリー・カンディンスキー（画家）
作品がさまざまな感覚を呼び起こすような「総合芸術」を志向し、作品に共感覚的な属性を与えようとしたが、本人が共感覚を有していたとはみなされていない。
アレクサンドル・スクリャービン（作曲家）
音階には特定の色があると信じていたが、それ自体は共感覚によるものかメタファーかは判っていない。同時代のリムスキー＝コルサコフも同様の対応付けを行い、互いにそれを認識していた。例えばハ長調をスクリャービンは赤、リムスキー＝コルサコフは白とし、ニ長調をスクリャービンは黄色、リムスキー＝コルサコフは金色がかった黄色としており、両者の対応はみられない。また、交響曲『プロメテウス』では音の代わりに色を発するオルガンを用いるとの指示がある。イギリスの心理学者マイヤーズはスクリャービンと面会し、共感覚であるとする論文を残しているが、ハリソンによればその記述は他の共感覚者の知覚とは異なっているとする。
リチャード・P・ファインマン（物理学者）
逸話集『困ります、ファインマンさん』に収録されており、独自の方法で脳機能について考察した『ワン・ツー・スリー、ワン・ツー・スリー』の中で、概念が人それぞれの形で別の概念や、方法と結びつきあっていることを説明する文脈において複雑な数式を見たり考えているときにそれぞれの文字に特定の色がついているという簡単な記述がある。これがクオリアを伴った実際の感覚であるかどうかは記述から判然としないが、ハリソンはその記述が「共感覚者の言うことそのままだ」としている。Jは薄いベージュ色、nはやや紫がかった色に見えたという。
エドヴァルド・ムンク（画家）
有名な『叫び』は、散歩中に自然界には有り得ない叫びを聞いたことが着想の元となっている絵画である。
アルチュール・ランボー（詩人）
「A は黒、E は白、I は赤、U は緑、O は青」で始まるソネット『母音』を残しており、しばしば共感覚の証拠とされる。これがランボーのイマジネーションによるものか実際の感覚であったかは不明である。後に、この母音と色の連合は自分が発明したのだと語ったとされる。
フランツ・リスト（作曲家・ピアニスト・指揮者）
オーケストラを指揮したとき「ここは紫に」など、音を色として表現した指示ばかり出し、団員たちが困惑したエピソードが有名。
ニコライ・リムスキー＝コルサコフ（作曲家）
スクリャービンと同様に音階と色との対応付けを行っており、両者が鑑賞したコンサートで聴いている曲に感じた色を互いに議論していることから、スクリャービンとともに取り上げられる。
ジョリス＝カルル・ユイスマンス（小説家）
本人による共感覚を証拠付ける記述はないが、一種の味と音の共感覚をもつ『さかしま』の主人公が評論家によってユイスマンス自身を描写しているとされることから、しばしば取り上げられる。

## 共感覚者であったと報告されている過去の日本の人物
著作などから共感覚者ではないかとして以下の人々がしばしば取り上げられる。
宮沢賢治（詩人、童話作家）
音楽を聴くとその情景が見える。ベートーヴェンの「皇帝」を聴いて、何か悪魔が槍か何かを持って踊り出してくると発言したと言われている。
このほかに幻聴もあったとされている。
内藤耕次郎（大学教授）
著書『音の結晶　多田文昌文様集』木耳社 ISBN 978-4-8393-5928-7で共感覚者であることを明かしている。

## 共感覚者を自称している芸能人・有名人（または未検証である人物）
本人が共感覚を有していることを認識または自称し、ブログや絵画などの作品、マスコミなどで公表している主な著名な人物として以下の人々がいる。
但し、共感覚を有していることが大学などの研究機関で検証されていない人物であるか、または検証されたかどうかが不明な人物であるかのいずれかである。
なお、芸術家などは共感覚の確認が通常の8倍と言われている。但し、検証方法により結果は異なる。
ビリー・ジョエル（ロック歌手、ピアニスト、作曲家）
音に色が付随していることを本人が証言している。
田中裕二（お笑いタレント）
「数字が立体的なイメージになって現れる」と明かしている。
NHK総合の番組『爆笑問題のニッポンの教養』で共感覚の特集を行った際に、共感覚について研究を行っている感性工学者・長田典子（彼女も共感覚の持ち主）により「本物」との評価を得ている。
本物である可能性は高いが、検証されたケースではない。
塚地武雅（お笑いタレント）
「人を見ると色が浮かぶ」と明かしている。
NHK総合の番組『LIFE!〜人生に捧げるコント〜』で、東京大学文学部・大学院人文社会系研究科教授の工学博士 ・横澤一彦が検査している。
中野裕太（タレント）
本人曰く、数字や人、音などが色にマッピングされるとのこと。中国語、イタリア語など言語のイントネーションなどが色や波長にマッピングされて自分の色と波長をそのマッピングにあわせることで発音がネイティブになるらしい。
上野星矢（音楽家・フルート奏者）
雑誌や新聞の取材で、自身のアルバム『万華響』の1曲目に収録されているニコライ・リムスキー＝コルサコフの「熊蜂の飛行」について聞かれた際に、「僕は音を聴いた瞬間にある決まった色が浮かぶんです。一曲目に収録した『熊蜂の飛行』は半音階が多く使われていますが、そうすると僕にはたくさんの色が一気にブワーっと出てくるのが見える。それが“万華鏡”のようだな」「僕は音を色で認識しているので、たくさんの音が半音ずつ出てくるこの曲は、ぴったりだなと思って。この感覚は妄想かなと思っていたのですが、最近、僕だけではないと知って安心しました」と発言している。
水口哲也（ゲームクリエイター）
「音には色と形と動きがある」というコンセプトでゲーム「Rez」を作り上げた。さらにそれに電気的な振動を加え、視覚と聴覚と触覚による共感覚体験を実現した。
高垣彩陽（声優）
ラジオ ダ・カーポII 〜初音島日記〜の番組内で「味覚に形を感じる」などと語っており、他にも音大に通っていた過去あり。
絶対音感を持っている。同ラジオ番組では、色聴保有者の独特な反応や言動をするが、本人はそれを違和感と思っておらず、特に隠す様子も見られない。
三井ゆきこ（作詞家・作曲家）
ファイナルファンタジータクティクスのサウンドテストのヘルプメッセージ内にてすべての色に対して色聴を持っていることを述べている。
ドは赤、ミはピンク、ファは青に感じられ、同作で作曲を担当した崎元仁の曲を、緑と黒が支配する色とりどりの歯車のように見えると評している。
佐々木久美（アイドル・日向坂46）
味に色と形が見えると述べている。例えばあるミネラルウォーターを飲むと「緑の四角」が見えるという。

## 共感覚を用いているとされるセラピーや共感覚の伝授能力を謳う施術の存在（共感覚セラピストなど）
上記のように、共感覚の定義や研究は多様であるために、共感覚を霊視能力や超能力、カラーセラピーの技能、人を癒やす技能、マインドコントロール能力などと同一視し、そのような能力の保持を自ら主張している者もいる。このような人々は「共感覚セラピスト」などの職名で活動している。

## 共感覚をテーマにした作品
- TED talk: "I listen to color"
- 心理学的にありえない（著・アダム・ファウラー（ドイツ語版） 小説）
- First love（著・桜井亜美 小説）
- ギミー・ヘブン（日本映画 2006年公開）
- マンゴーのいた場所（著・Wendy Mass 小説）
- カニバリストの告白（著・David Madsen 小説）
- レッドボイス（著・T. Jefferson Parker 小説 2008年7月 ISBN 4152089342）
- ナイチンゲールの沈黙(著・海堂尊 小説）
- ヴィークルエンド(著・うえお久光 小説）
- 脱獄計画(著・アドルフォ・ビオイ＝カサーレス 小説）
- アイスクリームの帝国(著・ジェフリー・フォード 小説）
- CANAAN（ピーエーワークス制作 TVアニメーション 2009年放映）五感全てが完全に同調している暗殺者の少女・カナンを主役にした陰謀劇。
- Rez（プロデュース・水口哲也 2001年に発売された音楽シューティングゲーム。SEGA (UGA) 制作）
- キョウカンカク（著・天祢涼 小説 2010年 共感覚保持者の探偵役が登場するミステリ）
- とある科学の超電磁砲 「共感覚性」という概念が登場する。
- ことこと かるてっと（著・楠田夏子 漫画）
- サラの柔らかな香車（著・橋本長道 小説）
- 天空の犬（著・樋口明雄 小説）そこにあるものの気配や感情が色になって見えてしまう共感覚を持って生まれたことで苦しむ女性警官が主人公。南アルプスでパートナーの救助犬とともに成長する姿を描いたサスペンス小説。作中で、犬をはじめ多くの動物は共感覚能力を持っているのではないかという仮説が語られる。「犬は臭いという情報を、脳内で視覚化できる能力を持っている。三次元の映像のように立体化して捉えることができるからこそ、遭難者の居場所や状態、些細な情報を獲得できる」と作中の人物が述べている。
- 校舎のうらには天使が埋められている（著・小山鹿梨子 漫画）いじめの首謀者が人の心を色として見ており、それを利用して扇動している。
- SOUL CATCHER(S)（著・神海英雄 漫画）ある種の超能力を織り交ぜた描写がなされている。
- 調律師（著・熊谷達也小説）
- INFECTION(著・及川徹 漫画)　「人の表情から相手の感情を色として読み取る能力」が共感覚として説明されている。ほぼ超能力
- 相棒 season16　第4話 (2017年11月8日放送）- 殺された被害者が共感覚を持っていることが判明する。数学において特異な才能を有する。
- 左ききのエレン（著かっぴー漫画）カメラマン佐久間威風
- 木曜日は曲がりくねった先にある（著・長江優子　小説）
- 赤白つるばみ（著楠本まき漫画）
- ミルヴァ·リンドマン（DeepOne 虚無と夢幻のフラグメント）傭兵姉妹の妹。彼女は他人のネガティブな感情(悲しみや困惑)に対して甘さを感じる。これは殺し合いの勝利の報酬としてお菓子が与えられたことが所以である。
- 臨床真理（著・柚月裕子 小説）加害者である藤木司。人の声が色付いて見えることからその感情を識別できる。
- 天上の調べ聞きうる者（著・菅浩江　小説）共感覚者に音楽として認識され，評価されている絵画の謎に迫る。

## 関連書籍
- ルリヤ, アレクサンドル・R『ルリヤ偉大な記憶力の物語: ある記憶術者の精神生活』天野清 訳、文一総合出版、1983年。 『偉大な記憶力の物語: ある記憶術者の精神生活』岩波書店〈岩波現代文庫〉、2010年。ISBN 978-4-00-600242-8。 原書: Лурия, А. Р. (1968) «Маленькая книжка о большой памяти (Ум мнемониста)».
- シトーウィック, リチャード・E『共感覚者の驚くべき日常: 形を味わう人、色を聴く人』山下篤子 訳、草思社、2002年。ISBN 978-4-7942-1127-9。
- ラマチャンドラン, V・S『脳のなかの幽霊、ふたたび: 見えてきた心のしくみ』山下篤子 訳、角川書店、2005年。ISBN 978-4-04-791501-5。 原書: Ramachandran, Vilayanur (2003). The Emerging Mind: The BBC Reith Lectures 2003. Profile Books Ltd.. ISBN 978-1-86197-303-0 (pbk)
- 岩崎純一『音に色が見える世界: 「共感覚」とは何か』PHP研究所〈PHP新書〉、2009年。ISBN 978-4-569-77109-0。
- 岩崎純一『私には女性の排卵が見える: 共感覚者の不思議な世界』幻冬舎〈幻冬舎新書〉、2011年。ISBN 978-4-344-98213-0。
- 原田武『共感覚の世界観―交流する感覚の冒険』新曜社〈新曜社〉、2010年。ISBN 978-4788512085。
- サイトウィック, リチャード・E、デイヴィッド・M・イーグルマン『脳のなかの万華鏡: 「共感覚」のめくるめく世界』山下篤子 訳、河出書房新社、2010年。ISBN 978-4-30924525-6。
- ウォード, ジェイミー『カエルの声はなぜ青いのか？: 共感覚が教えてくれること』長尾力 訳、青土社、2012年。ISBN 978-4-7917-6635-2。 原書: Ward, Jamie (2008). The Frog Who Croaked Blue: Synesthesia and the Mixing of the Senses. Routledge. ISBN 978-0-415-43013-5
- モリーン・シーバーグ『共感覚という神秘的な世界-言葉に色を見る人、音楽に虹を見る人』和田美樹 訳、エクスナレッジ、2012年。ISBN 978-4-7678-1422-3。
- 北村紗衣 編『共感覚から見えるもの アートと科学を彩る五感の世界』勉誠出版、2016年。ISBN 978-4-585-21033-7。
- 望月菜南子『1は赤い。そして世界は緑と青でできている。 「文字に色が見える」共感覚のはなし』飛鳥新社、2020年。ISBN 978-4864107723。
- 伊藤浩介『ドレミファソラシは虹の七色? 知られざる「共感覚」の世界』光文社新書、2021年。ISBN 978-4334045302。

### 共感覚に関する研究
- 関西学院大学理工学部長田研究室
- 『共感覚の地平―共感覚は共有できるか？: 表象文化論学会第 4 回大会パネル記録集』

### 共感覚に関する解説
- Synesthesia - ウェイバックマシン（2008年1月8日アーカイブ分） - スカラーペディア百科事典「共感覚」の項目。
- リチャード・E・シトーウィック
- VRもオーラも「共感覚」の一種？(WIRED.jp) - ウェイバックマシン（2012年4月18日アーカイブ分）
- 音の色、形の味、色の匂い - 共感覚とは何か

### 共感覚に関する文献
- （文献リスト）Synesthesia （英語） - PhilPapers 「共感覚」の文献一覧。